# Utivarachna gongshanensis
Espèce
Utivarachna gongshanensis est une espèce d'araignées aranéomorphes de la famille des Trachelidae.

## Distribution
Cette espèce est endémique du Yunnan en Chine,. Elle se rencontre dans le xian de Gongshan.

## Description
La femelle holotype mesure 5,00 mm.

## Étymologie
Son nom d'espèce, composé de gongshan et du suffixe latin -ensis, « qui vit dans, qui habite », lui a été donné en référence au lieu de sa découverte, le xian de Gongshan.

## Publication originale
- Zhao & Peng, 2014 : Spiders of the genus Utivarachna from China (Araneae: Corinnidae). Zootaxa, no 3774(6), p. 578-588.